# باري سويفت
باري سويفت (بالإنجليزية: Barry Swift)‏ (11 نوفمبر 1976 في ترينيداد وتوباغو - ) هو لاعب كرة قدم أمريكي في مركز الهجوم. لعب مع نيويورك ريد بولز وMaryland Mania ‏ وGeneration Adidas ‏.

## وصلات خارجية
- باري سويفت على موقع الدوري الأمريكي (الإنجليزية)
- باري سويفت على موقع قاعدة بيانات كرة القدم.إي يو (الإنجليزية)